# Burlington (New York)
Burlington è un comune degli Stati Uniti d'America, situato nello Stato di New York, nella contea di Otsego.